# 30409 Piccirillo
30409 Piccirillo este un asteroid din centura principală de asteroizi.

## Descriere
30409 Piccirillo este un asteroid din centura principală de asteroizi. A fost descoperit pe 27 mai 2000 la Socorro, New Mexico, în cadrul proiectului LINEAR. Asteroidul prezintă o orbită caracterizată de o semiaxă mare de 2,60 ua, o excentricitate de 0,12 și o înclinație de 2,2° în raport cu ecliptica.